# Grubovia melanoptera
Grubovia melanoptera är en amarantväxtart som först beskrevs av Aleksandr Andrejevitj Bunge, och fick sitt nu gällande namn av Helmut E. Freitag och G. Kadereit. Grubovia melanoptera ingår i släktet Grubovia och familjen amarantväxter. Inga underarter finns listade i Catalogue of Life.